# Beni (Solukhumbu)
Beni (trl. Beṇī, trb. Beni) – gaun wikas samiti we wschodniej części Nepalu w strefie Sagarmatha w dystrykcie Solukhumbu. Według nepalskiego spisu powszechnego z 2001 roku liczył on 381 gospodarstw domowych i 1753 mieszkańców (890 kobiet i 863 mężczyzn).